# 陳世章
陳世章（?—?），清朝政治人物。

## 生平
咸豐十一年12月9日，太平軍范汝增部、太平軍黃呈忠部南北聯軍攻克寧波府，令何文慶入鎮海，與范維邦同守鎮海，寧紹台道台張景渠、浙江提督陳世章受英國領事保護，乘法艦出逃。
1862年同治元年5月，提督陳世章與寧紹道台張景渠自定海統領80艘載兵軍艦攻鎮海太平軍，收復鎮海、太平軍傷亡160人退出寧波；1862年10月9日 英國海軍總兵丟樂德克、“常勝軍”副隊長法爾思德領450兵、常捷軍統帶勒伯勒東及提督陳世章、參將布興有等美英及清聯軍攻擊奉化縣城，為梯王練業坤擊敗；後練業坤退保天京，陳世章與法國常捷軍將領日意格共同收復奉化、上虞。